# Jap (termine)

Il termine utilizzato dai giornali nel giorno della vittoria sul Giappone alla fine della seconda guerra mondiale

Jap ([dʒæp]) è un'abbreviazione della parola inglese Japanese ("giapponese"), nel senso di abitante del Giappone. Nella sua connotazione moderna il termine è generalmente considerato un insulto razziale nei confronti delle minoranze giapponesi presenti in altri paesi, benché in quelli anglofoni sia considerato più o meno offensivo a seconda dei casi: negli Stati Uniti d'America, i nippo-americani percepiscono il termine come ingiurioso e controverso anche quando usato come semplice abbreviazione. In passato il termine in sé non possedeva connotazioni negative, ma finì per assumere la sua valenza spregiativa durante e dopo gli eventi della seconda guerra mondiale.

## Storia ed etimologia

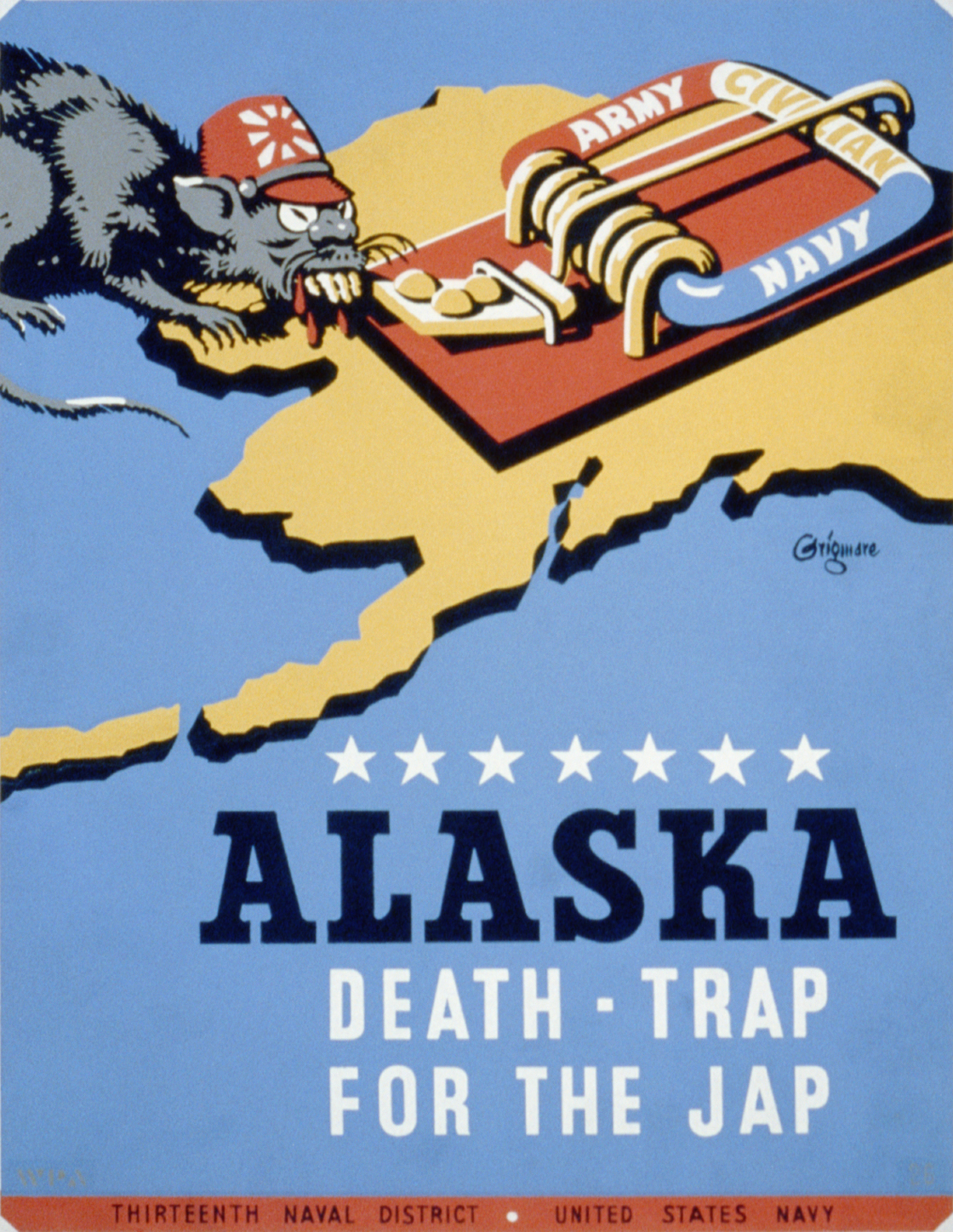
Poster di propaganda antigiapponese il cui slogan in rima recita "Alaska: Death-trap for the Jap" ("Alaska: trappola mortale per i giapponesi")

L'Oxford English Dictionary definisce il termine Jap come un'abbreviazione della parola Japanese ("giapponese") molto comune nella Londra degli anni ottanta del XIX secolo. È possibile trovare un esempio di uso benigno del termine nella vecchia denominazione della Boondocks Road nella Contea di Jefferson, in Texas, il cui nome originale era "Jap Road", strada costruita nel 1905 in onore di un famoso contadino giapponese che viveva nella zona. Nel 2004, tuttavia, il comitato della contea decise di cambiare il nome a causa delle proteste della comunità nippo-americana, la quale percepiva la parola Jap come offensiva e denigratoria.
Il termine infatti acquisì notevole popolarità in seguito agli eventi della seconda guerra mondiale quando divenne l'epiteto predominante per indicare tutte le persone di origine giapponese, acquistando così la sua connotazione spregiativa. Jap era utilizzato soprattutto dai giornali e dalla propaganda statunitensi per riferirsi ai giapponesi e all'Impero del Giappone, attraverso l'uso di slogan ad effetto quali Rap the Jap ("Colpiamo/battiamo i giapponesi") o Let's blast the Jap clean off the map ("Spazziamo via i giapponesi dalla cartina"). Alcuni soldati arruolati nella Marina statunitense coniarono il termine japes (crasi di Jap e apes, "scimmie"), ma il neologismo non ebbe successo.
In seguito all'attacco di Pearl Harbor un'azienda di Chicago specializzata nella produzione di snack e cibarie cambiò il proprio nome da Japp Foods (dal nome del suo proprietario) a Jays Foods, per evitare qualsiasi possibile collegamento con il termine. Nel 1968 Spiro Agnew fu oggetto di critiche dai media per aver apostrofato in modo scherzoso con le parole «fat jap» ("grasso giapponese") il giornalista Gene Oishi. Infine, un episodio simile alla controversia sul nome della strada nella Contea di Jefferson si verificò nell'adiacente Contea di Orange, quando il nome dato alla cosiddetta "Jap Line" suscitò le proteste di diverse organizzazioni per i diritti civili.
Nella sua accezione moderna il termine possiede ancora una connotazione negativa negli Stati Uniti: il Merriam-Webster Online Dictionary, per esempio, descrive la parola come «generalmente dispregiativa». Ciò nonostante diverse riviste e quotidiani continuano a utilizzare il termine per riferirsi ai nippo-americani, benché spesso sia usato senza l'intenzione di offendere e al posto del più lungo e scomodo Japanese American.

## Reazioni in Giappone
Nel 2003, l'ambasciatore nordcoreano negli Stati Uniti Kim Chang-guk utilizzò il termine come ripicca nei confronti del collega giapponese Yoshiyuki Motomura, reo di aver utilizzato il termine "Corea del Nord" invece che il nome ufficiale "Repubblica Popolare Democratica di Corea", suscitandone le proteste.
Nel 2011, in seguito all'uso estemporaneo del termine in un articolo del 26 marzo apparso sulla rivista britannica The Spectator («white-coated Jap bloke», "quel tizio giapponese con la tuta bianca"), il ministro dell'ambasciata giapponese a Londra Ken Okaniwa protestò replicando che «molti giapponesi trovano la parola "Jap" offensiva, a prescindere dalle circostanze in cui è stata usata».

## Varianti
Un termine simile che possiede le stesse connotazioni negative è Nip, abbreviazione di Nippon, il nome giapponese del Giappone. Nella sua accezione spregiativa fu usato probabilmente per la prima volta in un articolo della rivista Time il 5 gennaio 1942. Era una parola comune dello slang utilizzato dalle Forze armate britanniche, mentre il giornale della Royal Air Force era solito utilizzarlo in riferimento ai giapponesi in giochi di parole quale ad esempio «there's a Nip in the air» (con il doppio significato di "c'è un giapponese in aria/che vola [con un aereo]" e "l'aria è pungente").
Il termine era utilizzato altresì dalla propaganda antigiapponese negli Stati Uniti, quando diversi insulti razziali (tra cui Nip) trovavano ampio spazio nel mondo dello spettacolo venendo resi popolari dai media: un esempio è il film animato della Warner Bros. Bugs Bunny Nips the Nips del 1944. George Kenney, comandante delle forze aree alleate nel teatro del Pacifico sud-occidentale, si riferì ai giapponesi con la frase «Nips are just vermin to be exterminated» ("i giapponesi sono solo parassiti da sterminare").

### Argomenti generali correlati
- Guerra del Pacifico (1941-1945)
- Pericolo giallo
- Razzismo negli Stati Uniti d'America
- Relazioni bilaterali tra Giappone e Stati Uniti d'America
- Relazioni bilaterali tra Giappone e Regno Unito
- Seconda guerra mondiale
- Sentimento antigiapponese

### Termini correlati
- Jjokbari
- Xiao riben
- Guizi